# トヨタ・カローラII
カローラII（カローラツー、COROLLA II）は、トヨタ自動車で生産されていた小型乗用車である。

## 概要
1980年に登場し人気を博していたマツダ・ファミリアハッチバック（BD型）に対抗すべく、カローラ店においてカローラの下位を担う小型ハッチバック車として登場した。車格としては、スターレットとカローラの中間に位置する。
「カローラ」を名乗っているがメカニズム面で同車との関連はなく、ターセル/コルサと共通のプラットフォームを用いている。ボディはハッチバックのみで、ターセル/コルサに設定のあったセダンは存在しない。ターセル/コルサのハッチバック同様、殆どのメカニズムをスターレットから流用しており、1.5リットルエンジンとボディサイズの若干の拡大の二点のみが相違点であり、事実上の兄弟車である。
本車の登場により、それまでカローラ店とビスタ店で併売されていたターセルは、2代目からビスタ店専売となった。

## 初代 L2#型（1982年 - 1986年）
- 1982年（昭和57年）5月、ターセル/コルサのフルモデルチェンジと同時に登場。排気量は1,500 cc（3A-U型）または1,300 cc（2A-U型）で、横置きエンジンのジアコーサ式で問題となる不等長ドライブシャフトによるトルクステアを嫌い、エンジンを縦置きに搭載する前輪駆動車としては珍しい構成だった[注 1]。最上級グレードである1500 SRには可変ベンチュリー式シングルキャブ（3A-HU型）仕様が用意された。（前期のみ）CM出演者はジョン・マッケンローで、キャッチコピーは「僕らのチャンピオン・カー」。
- 1984年（昭和59年）1月 チェック柄シート表皮とサイドストライプ（デカール）を装備した1300ウィンディDXを追加（マイナーチェンジでカタログモデルに昇格）（前年限定販売したDX-Sとほぼ同じ仕様）。
- 1984年（昭和59年） 8月 - マイナーチェンジ。外観ではテールランプのデザインが大きな変更を受ける。1,500 ccはMT車が可変ベンチュリー式ツインキャブを搭載した3A-SU型（90馬力）に、AT車は従来の3A-HU型（83馬力）が継続して採用された。また1,500 cc車のグレードはSRのみに、さらに3ドアSRをベースにエアロパーツと60扁平タイヤを装備したSRスポーツパッケージが新たに追加された。
- カローラII専用（ターセル／コルサには設定なし）グレードとして、社用車向け最廉価モデルの3ドア1300 CD（かつての乗用車でいう「STD（スタンダード）」に相当）が2代目末期の1990年（平成2年）まで設定された。カタログでもオプション・諸元表のみで写真掲載は無し。シートは全ビニールレザーでラジオ、後窓熱線デフォッガーもメーカーオプション。

販売終了前月までの新車登録台数の累計は30万8554台。

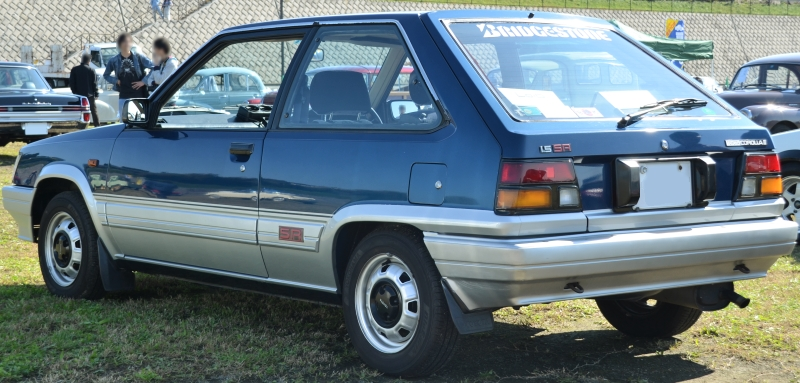
後期型 リア

## 2代目 L3#型（1986年 - 1990年）
- 1986年5月 2代目にフルモデルチェンジ。キャッチフレーズは「流星ライナー」。
- 初代が縦置きパワートレインにA型エンジンを搭載していたのに対し、今型はFF化したスターレット同様、前輪駆動車として一般的なエンジン横置きとなる。エンジンは1300〜1500ccクラスの主力として新たに投入されたE型エンジンが搭載された。ボディタイプは3ドアと5ドア、更に3ドアにはこのクラスとしては珍しいリトラクタブルライトを装備したスポーティグレードの「3ドア・リトラSR」を新たに追加し、エアロ仕様であるスポーツパッケージも初代から継続してグレード設定された。CM出演者は前期・後期とも原田知世。
- 同年9月には1.5L SOHC12バルブ インタークーラーターボエンジン（3E-TE型）を搭載した最上級グレード「リトラ・GPターボ」も登場。弟分であるスターレットと同じくHi/Lo切替え可能な2モードターボを採用。Hiモード時で110ps、Loモード時で97psを使い分けられた。歴代カローラIIシリーズの中でガソリンエンジンのターボ車は同モデルのみである。この2代目以降から1.5Lディーゼルターボ（1N-T型）エンジン搭載車も設定される。なおガソリンエンジンは全てSOHC12バルブ。車両型式は1.5Lガソリン車がEL31、1.3Lガソリン車がEL30、1.5Lディーゼル車がNL31となる。
- 1988年5月 マイナーチェンジ。79psだったキャブレター仕様の3E型に加え、EFIを採用し88psとパワーアップした3E-E型が新設グレードである「リトラ・SR-i」に追加搭載される。更に3ドアの一部グレードにシリーズ初となる電動キャンバストップ仕様が設定される。外観ではリトラグレードのフォグランプ設置位置がバンパー下部からリトラクタブルライト直下に変更される。GPターボは過給圧が見直され、Hiモード時で115ps、Loモード時で105psとなる。リトラクタブル・ヘッドライトの一部採用、ターボ搭載、キャンバストップ、1.3L車に希薄燃焼仕様エンジンの搭載など、歴代のシリーズ中で最もバリエーションに富むと共に、様々な試行がなされたモデルだったが、四輪駆動に関しては3代目以降の採用となっている。カローラIIの5ドアはこのモデルが最後となる。

販売終了前月までの新車登録台数の累計は25万2618台

## 3代目 L4#型（1990年 - 1994年）
- 1990年9月 3代目デビュー。キャッチフレーズは「ごめんあさっせ。私の、新型カローラⅡ誕生」。カローラIIはこの代より3ドアハッチバック専用の車種となる。エンジンは4E-FE型1.3L・100馬力と1.5L・105馬力5E-FE型（SR）及びハイパワー仕様115馬力の5E-FHE型(ZS)1.5LでいずれもDOHC・EFIとなった（ディーゼル車は除く）。ディーゼル車は従来どおりの1.5Lの1N-T型・67馬力。先代とは一転して丸みを帯びた外観を持つのが特徴。バブル景気（バブル経済）の真っ最中に設計されたためか、室内インテリアの質感も歴代モデルで最も高く、低価格車という印象を与えない。先代に引き続いて電動キャンバストップ仕様もラインナップされた。車両型式は1.5Lガソリン車の2WD仕様がEL43、同1.5Lガソリン車の四輪駆動仕様がEL45、1.3Lガソリン車がEL41、1.5Lディーゼル車がNL40となる。
- 1992年8月 マイナーチェンジ。バンパー、フロントグリル、テールレンズなどの形状を変更。エアバッグのオプション設定、サイドドアビームの追設など。
- 1993年8月 一部改良。エアコンに新冷媒（R134a）の採用。
- 1994年8月[3] 生産終了。在庫対応分のみの販売となる。
- 1994年9月 4代目とバトンタッチして販売終了。販売終了前月までの新車登録台数の累計は18万2034台[4]。

なお、このモデルは皇后雅子が結婚前から愛車としており、2024年現在も自身の運転にて使用されている。

## 4代目 L5#型（1994年 - 1999年）
- 1994年9月 4代目デビュー。丸みを帯びた先代とは一転してコストダウンに徹したモデルで、直線・平面基調の外観となった[注 2]。ガソリンエンジンは先代に設定されていた5E-FHE型が消滅し、4E-FE型と5E-FE型の2種類となった。シャーシはほぼ先代のキャリーオーバーである。車両型式は1.5Lガソリン車の2WD仕様がEL53、同1.5Lガソリン車の四輪駆動仕様がEL55、1.3Lガソリン車がEL51、1.5Lディーゼル車がNL50となる。
- CMソングは、前期は小沢健二『カローラIIにのって』。後期はカジヒデキ『カローラIIに恋をした』。CM出演は今村直樹。
- 1996年8月　マイナーチェンジで中期型に。　衝突安全ボディ「GOA」を採用し、それまでオプションであったABSとデュアルSRSエアバッグが全車に標準装備された。樹脂ホイールキャップのデザイン変更とリアハッチの車名レターマークがメッキパーツに変更された以外の外観差は少なく、フロント側からの識別は難しい。
- 1997年12月　マイナーチェンジで後期型に。　マルチリフレクター式ヘッドランプやリアコンビランプのデザイン変更、クリアウインカー採用などエクステリアが大きく変更され、インテリアの質感もアップ、内装色に従来のグレーのほかにベージュが追加された。
- モデリスタがフロントとリヤ周りをクラシカルなデザインに大幅に変更した特装車「モデリスタ　PX12ナポリ」も少数ながら存在した。
- 1998年12月[6]末  オーダーストップに伴い生産終了。以後は在庫のみの対応となる。
- 1999年7月[7] 事実上スターレットとの統合後継車に当たるヴィッツが登場したが、ビスタ店及びカローラ店ではヴィッツが扱われず（2004年のビスタ店・ネッツ店統合時に旧ビスタ店であるネッツ店でもヴィッツが扱われるようになる[注 3]）、ターセル/コルサと共に販売を終了し､17年の歴史に幕を下ろした。新車登録台数の累計は14万9869台[8]なお、ターセル/コルサにのみ設定されていた4ドアセダンの後継車でヴィッツをベースにしたプラッツは同様にカローラ店で扱われなかった（トヨペット店・ネッツ店にて取り扱い）が、プラッツのさらに後継のベルタはトヨペット店だけでなくカローラ店でも扱われていた。また、カローラの名前を冠したハッチバック車はカローラFXの事実上の後継となるカローラランクスの登場（2001年）まで途絶えることとなる。

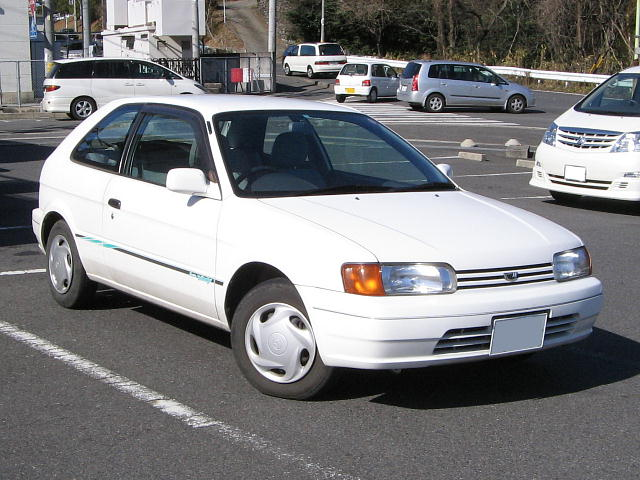
1994年9月販売型 フロント
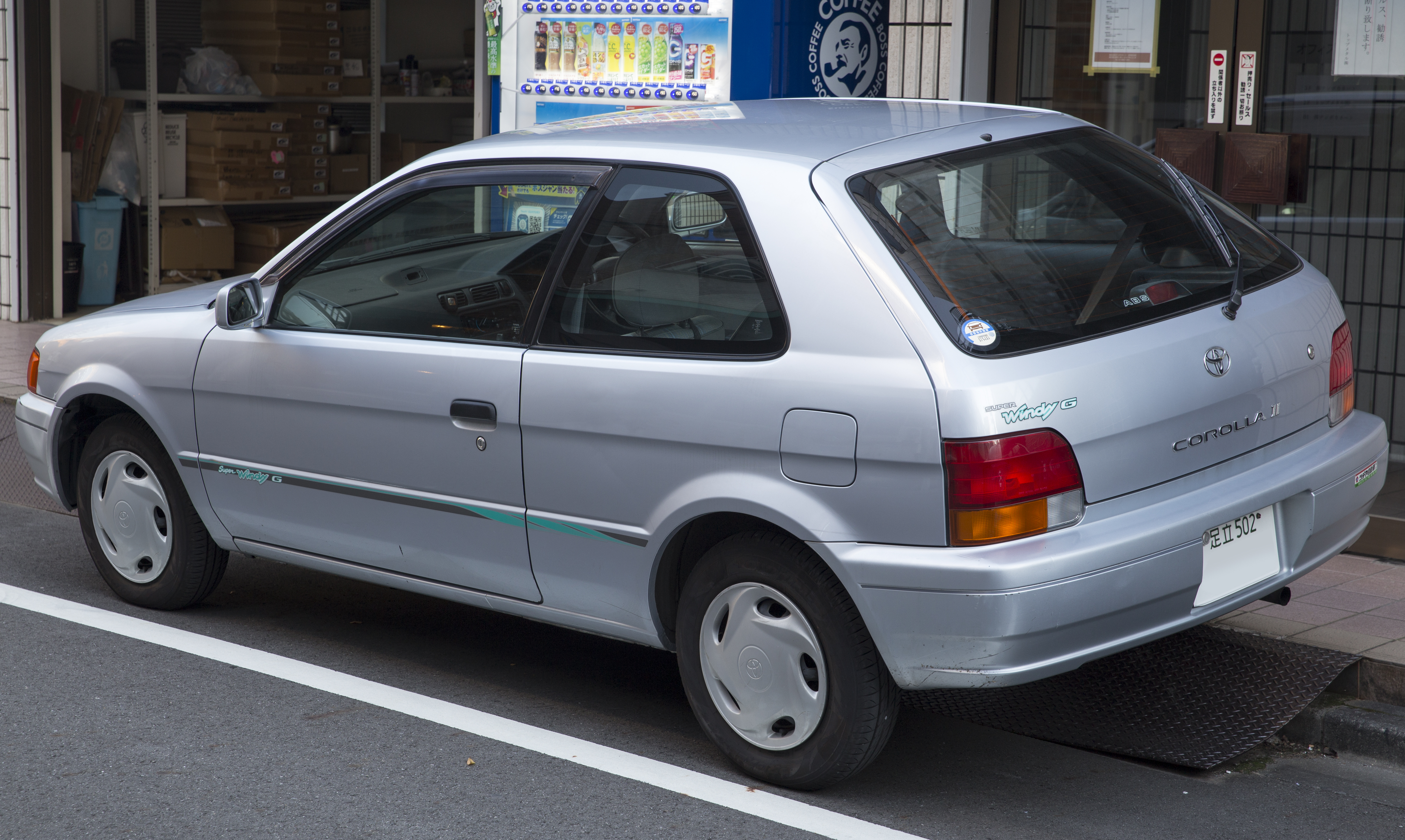
1994年9月販売型 リア
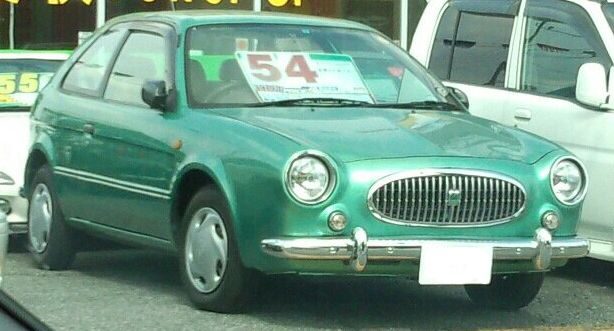
PX12ナポリ　フロント

## 改造車
L40型及び50型はEP82/91型スターレットとエンジン及び足回りが共通であったため、スターレットに設定されていた4E-FTE型エンジン（ターボチャージャー付き）やスターレット用の競技用サスペンションを移植された個体も若干存在した。中には5E-FE型エンジン搭載車両をベースに、4E-FTE型エンジンのターボチャージャーを移植した1,500ccのターボチャージャー搭載というものもあった。これらターボチャージャー移植車両は、車検証上は「EL4x改」あるいは「EL5x改」と表記された。